# 伯侯蓋特-戈南獎
伯侯蓋特-戈南獎（法語：Prix Broquette-Gonin）是法蘭西學術院轄下眾多獎類之一，主要是針對法國文學創作有所貢獻的人物，給予一種肯定及鼓勵。

## 生平
該獎項分別針對四種文學創作類型授獎，其核心價值是「旨在獎勵哲學、政治或文學作品的作者，這些作品被認為可能激發對真、美和善的熱愛」：
- 伯侯蓋特-戈南歷史獎[1]
  - 頒發時間：1913年至1982年

- 伯侯蓋特-戈南文學獎[2]
  - 頒發時間：1913年至1989年

- 伯侯蓋特-戈南哲學獎[3]
  - 頒發時間：1917年至1963年

- 伯侯蓋特-戈南詩歌獎[4]
  - 頒發時間：1913年至1979年

## 相關連結
- 法蘭西學術院歷年各項獎項列表（法语：Liste des anciens prix décernés par l'Académie française）